# Tabita
Tabitha nebo Tabetha je ženské křestní jméno. Jméno má hebrejský původ (tabja), vykládá se jako gazela. Tabithám se často přezdívá Tabby nebo jen Tab.
- Tabitha byla v Novém zákoně popsána jako spravedlivá žena z města Jaffy, která věřila v Krista, a kterou vzkřísil z mrtvých svatý Petr.

## Novověké Tabithy a Tabethy
- Tabitha Babbitt – americká vynálezkyně
- Tabitha King – americká spisovatelka
- Tabita Landová – evangelická teoložka a docentka
- Tabetha S. Boyajian - americká astronomka, po níž je pojmenována Tabbyina hvězda

## Tabey
- Tabea Alexa Linhard, docentka
- Tabea Anderfuhren, zpěvačka
- Tabea Blumenschein, německá herečka a spisovatelka
- Tabea Bettin, německá mladá herečka
- Tabea Becker, německá germanistka
- Tabea Guhl, grafička a fotografka
- Tabea Selina Weyrauch, irsko-německá modelka
- Tabea Kemme, německá fotbalistka
- Tabea Mangelsdorf, německo-americká zpěvačka